# Santăul Mic
Santăul Mic (węg. Kisszántó) – wieś w Rumunii, w okręgu Bihor, w gminie Borș. W 2011 roku liczyła 537 mieszkańców.